# Characodon lateralis
Characodon lateralis är en fiskart som beskrevs av Günther, 1866. Characodon lateralis ingår i släktet Characodon och familjen Goodeidae. Inga underarter finns listade i Catalogue of Life.
Denna fisk förekommer i vattendrag i delstaten Durango i Mexiko. Den hittas ofta i träskmarker med växter av släktena Myriophyllum, Ceratophyllum, Potamogeton och Scirpus. Vattendragen och pölarna är ungefär 50 cm djupa. Arten hittades även i en källa med rötter av släktet Taxodium. I samma källa förekommer dessutom svärdbärare. I andra källor i samma region hittades andra arter av släktet Characodon och röd sumpkräfta. Några delar av träsket var inte tillgängliga på grund av tät växtlighet i form av Bacopa.
Röd sumpkräfta och svärdbärare som blev introducerade dödar flera exemplar. Året 2028 uppskattades hela populationen med 100 till 200 exemplar. IUCN kategoriserar arten globalt som akut hotad.